# سولو سالمی
سولو سالمی (انگلیسی: Sulo Salmi; ۴ مارس ۱۹۱۴ – ۲۹ آوریل ۱۹۸۴) ژیمناست هنری اهل فنلاند بود.